# Spamalot
Spamalot är en musikal baserad på filmen Monty Pythons galna värld. Musikalen är skriven av Python-medlemmen Eric Idle i samarbete med John Du Prez. Musikalen, liksom filmen, är baserad på den brittiska Artur-legenden och kung Arturs sökande efter den heliga graal. 
Musikalen hade premiär i Chicago 2005, kom till Broadway samma år och nådde Londons West End i september 2006. I London fick svenska Nina Söderquist 2008 rollen som Lady of the Lake efter att ha vunnit uttagningssåpan West End Star i svensk TV3. Hon spelade rollen även i Sverige, men ersattes av Anki Albertsson när hon blev gravid.

## Sverige
Spamalot spelades på Nöjesteatern i Malmö mellan september 2010 och april 2011, på Oscarsteatern i Stockholm mellan september 2011 och april 2012, och på  Skövde stadsteater i september 2015. 
Kung Artur och Sir Bedevere spelades i Malmö av Johan Wester och Anders Jansson, kända från Hipp Hipp!, och i Stockholm av Henrik Dorsin och Henrik Hjelt. I övriga roller återfanns Adde Malmberg (Sir Lancelot), Johan Glans (Sir Robin), Kim Sulocki (Patsy), Mattias Linderoth (Prins Herbert) och Robert Rydberg (Sir Galahad). Den 22 oktober spelades Sir Robin av Mattias Linderoth och den 20-26 november samt 1-2 december 2011 spelades Sir Bedevere av Bertram Heribertson.
| Roll             | Malmö                           | Stockholm         |
| ---------------- | ------------------------------- | ----------------- |
| Kung Artur       | Johan Wester                    | Henrik Dorsin     |
| Sir Bedevere     | Anders Jansson                  | Henrik Hjelt      |
| Sir Lancelot     | Adde Malmberg                   | Adde Malmberg     |
| Sir Robin        | Johan Glans                     | Johan Glans       |
| Patsy            | Kim Sulocki                     | Kim Sulocki       |
| Prins Herbert    | Mattias Linderoth               | Mattias Linderoth |
| Sir Galahad      | Robert Rydberg                  | Robert Rydberg    |
| Lady of the Lake | Nina Söderquist Anki Albertsson | Nina Söderquist   |